# Sisyra iridipennis
Sisyra iridipennis là một loài côn trùng trong họ Sisyridae thuộc bộ Neuroptera. Loài này được A. Costa miêu tả năm 1884.